# Железнодорожный транспорт Великобритании
Железнодорожный транспорт Великобритании — старейший в мире, первая общественная железная дорога на локомотивной тяге открылась в 1825 году.
Страна занимает 17-е место в мире по протяжённости железных дорог и, несмотря на закрытие многих линий в XX веке, остаётся одной из наиболее плотно покрытых железными дорогами. Это также одна из самых загруженных сетей Европы: здесь совершается поездок на 20 % больше, чем во Франции, на 60 % больше, чем в Италии, а также больше, чем в Испании, Швейцарии, Нидерландах, Португалии и Норвегии вместе взятых.
Практически все железнодорожные пути находятся в управлении компании Network Rail, которая на 2010 год владела 15 754 километрами путей европейской колеи, из которых 5429 км были электрифицированы. Среди них есть однопутные, двухпутные и четырёхпутные. Помимо этой сети в некоторых городах развит железнодорожный общественный транспорт (включая обширную сеть Лондонского метрополитена).
Также довольно распространены частные и исторические железные дороги (некоторые из них узкоколейные), обычно короткие линии, ориентированные на туристов.
Британская система железных дорог соединена с континентальной Европой веткой под дном моря; Евротоннель был открыт в 1994 году.
В 2010 году было совершено 1,33 миллиарда поездок по сети National Rail, благодаря чему среди наиболее интенсивно используемых железнодорожных сетей британская вышла на 5-ю в мире позицию (при том что Великобритания занимает 22-е место в мире по количеству населения). В Британии, в отличие от многих других стран, использование железнодорожного транспорта в последние годы пережило возрождение, а количество пройденных километров достигло и превзошло наиболее высокие показатели 1940-х. Это связано, с одной стороны, с отказом многих автовладельцев от использования личных автомобилей из-за частых пробок и ввиду растущих цен на топливо, а с другой — с общим ростом подвижности населения, пользующегося всеми видами транспорта.

## История

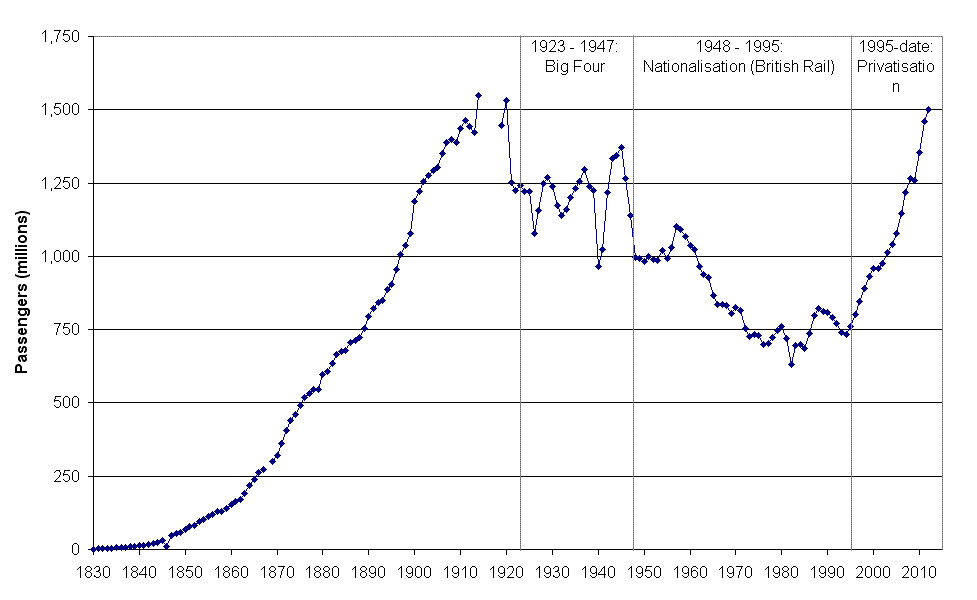
Пассажиропоток Великобритании, 1830—2012

Изначально система строилась как пёстрая смесь местных железнодорожных веток, управляемых небольшими частными компаниями. Эти изолированные ветки развились в общенациональную сеть во время железнодорожного бума 1840-х, хотя по-прежнему существовали также десятки компаний. За последующие десятилетия XIX и начала XX века эти компании слились или были выкуплены более успешными конкурентами, в итоге осталось лишь несколько крупнейших.
Во время Первой мировой войны вся сеть находилась под управлением правительства, при этом выявился ряд преимуществ объединения и единого планирования. Однако правительство сопротивлялось национализации отрасли. В 1923 году практически все оставшиеся компании были сгруппированы в «большую четвёрку» — Great Western Railway, London and North Eastern Railway, London, Midland and Scottish Railway и Southern Railway. «Большая четвёрка» представляла собой публичные акционерные компании, продолжавшие работать вплоть до 31 декабря 1947 года.
Конкуренция со стороны автомобильного транспорта в 20—30-х годах XX века существенно снизила доходы железных дорог, и это при том, что потребность в поддержке и обновлении сети ещё никогда не была столь высока, поскольку в военное десятилетие практически никаких инвестиций не осуществлялось. Начался период постепенного упадка железнодорожного транспорта из-за нехватки инвестирования и изменений в транспортной политике и стиле жизни. В ходе Второй мировой войны управленческие команды компаний объединили свои усилия, де-факто сформировав единую компанию. Помощь стране в войне наложила сильный отпечаток на ресурсы железных дорог и сформировала большую потребность в новых инвестициях.
После 1945 года по практическим и идеологическим причинам правительство приняло решение перевести железнодорожный транспорт в государственный сектор экономики.
С начала 1948 года железнодорожные компании были национализированы и сформирована компания British Railways (позднее название сократили до British Rail), управляемая Британской транспортной комиссией. Несмотря на незначительность первоначальных изменений, активность использования железных дорог выросла и сеть стала прибыльной.
Обновление путей и станций было завершено к 1954 году. В том же году вследствие изменений в Транспортной комиссии и приватизации дорожных перевозок завершилась эра единой координации транспорта Великобритании.
В 1955 году доходы железнодорожной сети вновь упали, и отрасль стала убыточной. В середине 1950-х начался стремительный ввод в эксплуатацию тепловозов и электровозов взамен паровозов в соответствии с принятым планом модернизации, однако ожидаемого обратного перехода с автомобилей на железные дороги не произошло, и убытки стали накапливаться.

Сеть, рекомендованная планом «Бичинг II»

Стремление к прибыльности привело к значительному сокращению железнодорожной сети в середине 1960-х: правительство поставило задачу по реорганизации железных дорог, план которой получил название «Сокращение Бичинга» или «Топор Бичинга» по имени директора Британских железных дорог Ричарда Бичинга — автора соответствующего доклада. Предложения, выдвинутые им, привели к закрытию многих линий и веток, признанных «экономически бесполезными». Во втором докладе Бичинга в 1965 году предлагалось инвестировать только в «основные магистральные линии», что привело к слухам о закрытии всех остальных линий; этот план не был претворён в жизнь. Преобразования данного периода и связанные с ними последствия для железнодорожников отражены в телесериале-ситкоме Би-би-си «О, доктор Бичинг!» (1995—1997).
В сфере пассажирских перевозок началось возрождение с появлением высокоскоростных поездов InterCity 125 в конце 1970-х — начале 1980-х годов. После этого пассажиропоток колебался: возрастал в периоды экономического роста и падал в периоды экономического спада. В 80-х также значительно сократились государственные субсидии в отрасль и существенно возросла стоимость проезда, в результате железнодорожная сеть стала более рентабельной.
C 1994 по 1997 год British Rail была приватизирована. Владение путями и инфраструктурой было передано Railtrack, а пассажирские перевозки выделены в отдельные франшизы и проданы частным операторам (первоначально было создано 25 франшиз), грузовые перевозки были разделены на 6 компаний и полностью проданы (5 из 6 грузовых компаний в итоге были куплены одним и тем же новым владельцем). Правительство Джона Мейджора считало, что приватизация улучшит пассажирские перевозки. С тех пор пассажиропоток постоянно рос высокими темпами.
Общественное мнение о железнодорожном транспорте пострадало из-за нескольких заметных аварий после приватизации, включая катастрофу в Хэтфилде в 2000 году (причиной стало разрушение рельсов из-за микротрещин). После этой аварии инфраструктурная компания Railtrack ввела более 1200 ограничений скорости по всей сети и начала чрезвычайно дорогостоящую срочную программу замены рельсов по всей стране. Случившиеся из-за этого серьёзные задержки поездов и колоссальные затраты компании привели к цепочке событий, результатом которых стало банкротство компании и её замена государственной некоммерческой организацией Network Rail. Тем не менее в 2013 году железные дороги Великобритании были признаны самыми безопасными, по мнению Европейского железнодорожного агентства.
В конце сентября 2003 года была закончена первая часть High Speed 1 — высокоскоростной линии до Евротоннеля и далее во Францию и Бельгию, — что существенно улучшило инфраструктуру железнодорожного транспорта Британии; вторая часть ветки от северного Кента до вокзала Сент-Панкрас в Лондоне открылась в 2007 году.
Большая программа по ремонту West Coast Main Line началась в 1997 году и завершилась в 2009 году — со значительным превышением бюджета в 10 миллиардов фунтов стерлингов, а также с существенной задержкой, причём изначально запланированные стандарты так и не были достигнуты.

## Пассажирские перевозки

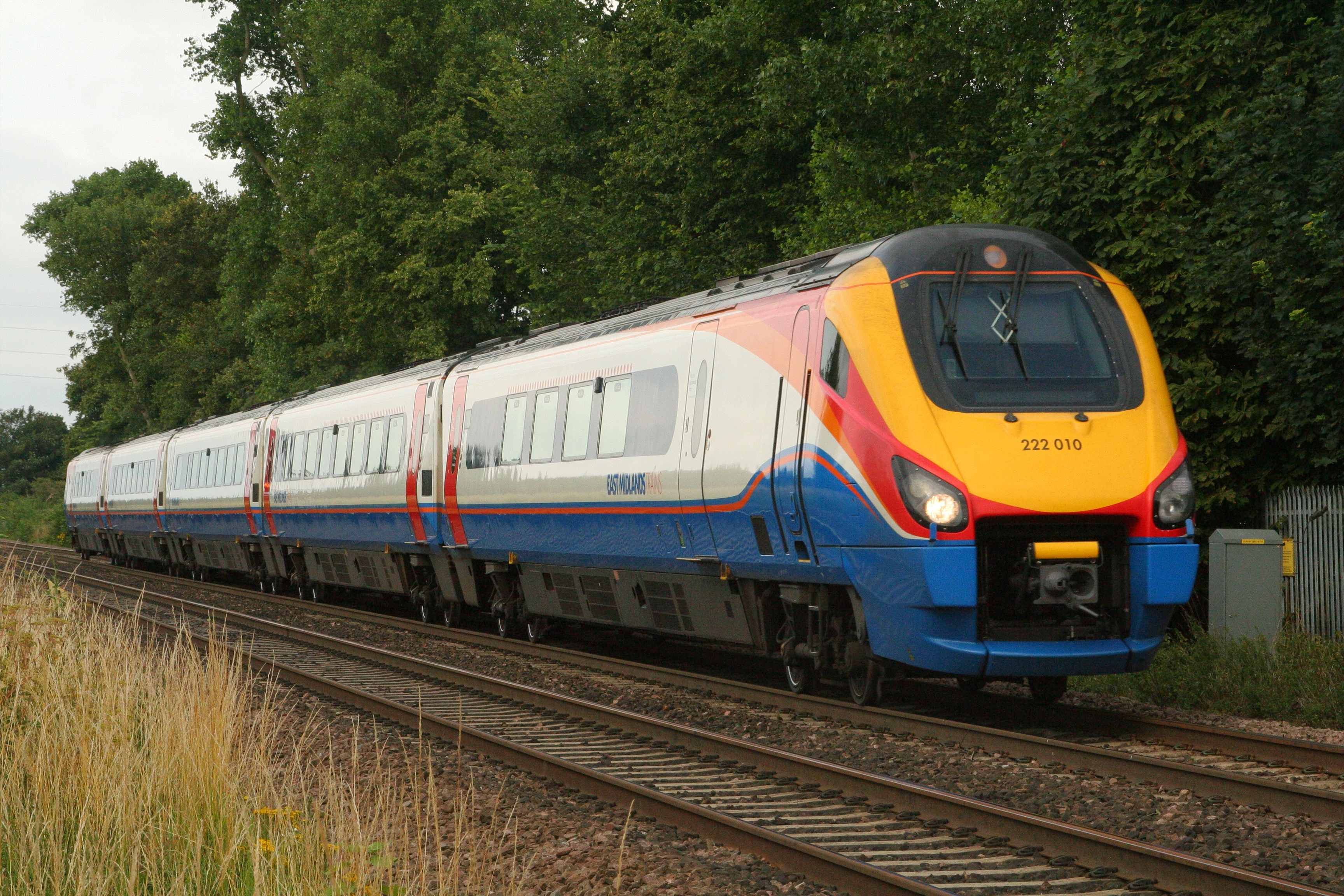
Поезд British Rail Class 222 компании East Midlands Trains на маршруте Лондон — Ноттингем. Эти поезда используются на маршрутах InterCity из Лондона в Восточный Мидленд и Саут-Йоркшир

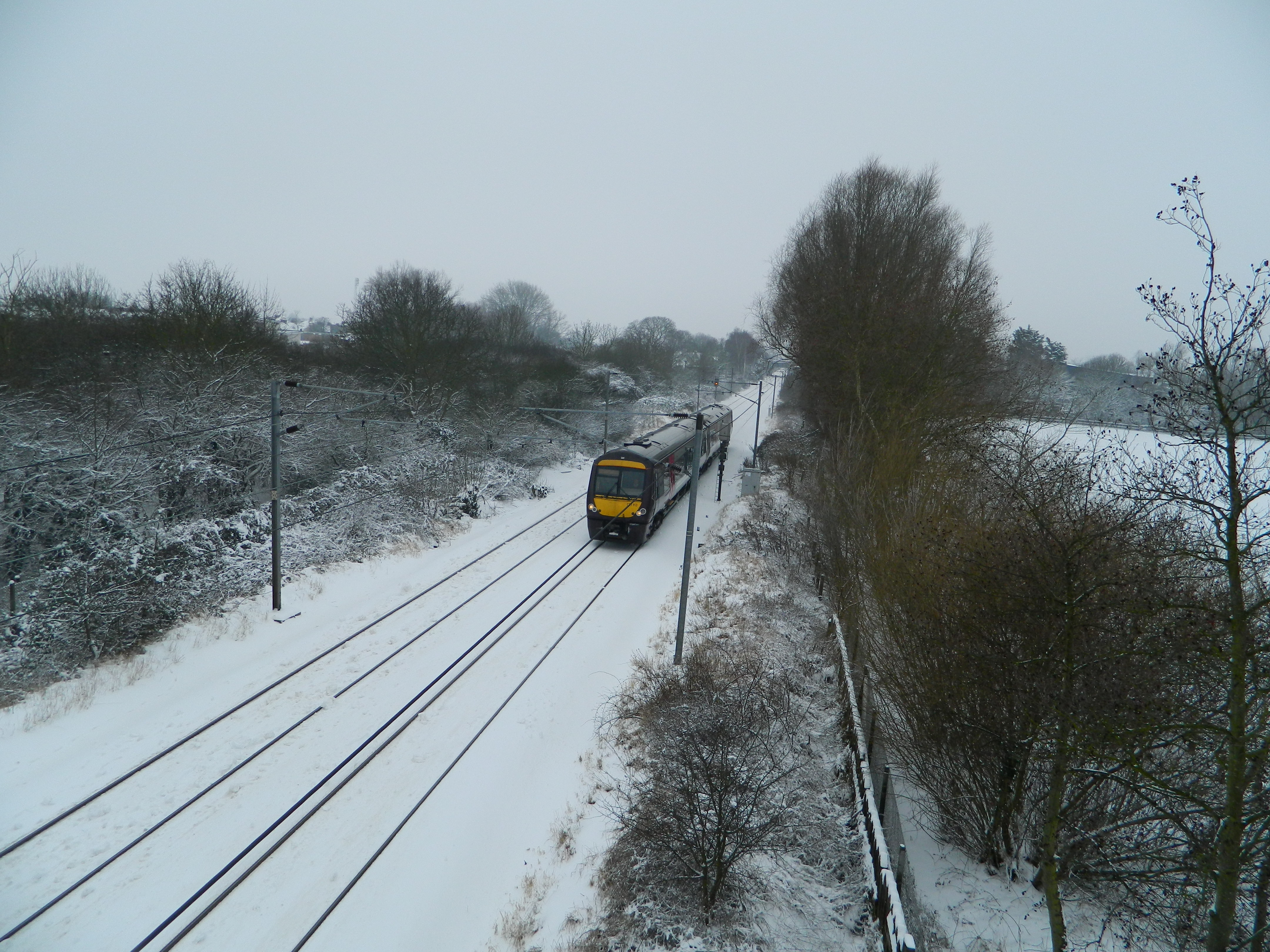
British Rail Class 170 компании CrossCountry на маршруте Станстед — Бирмингем

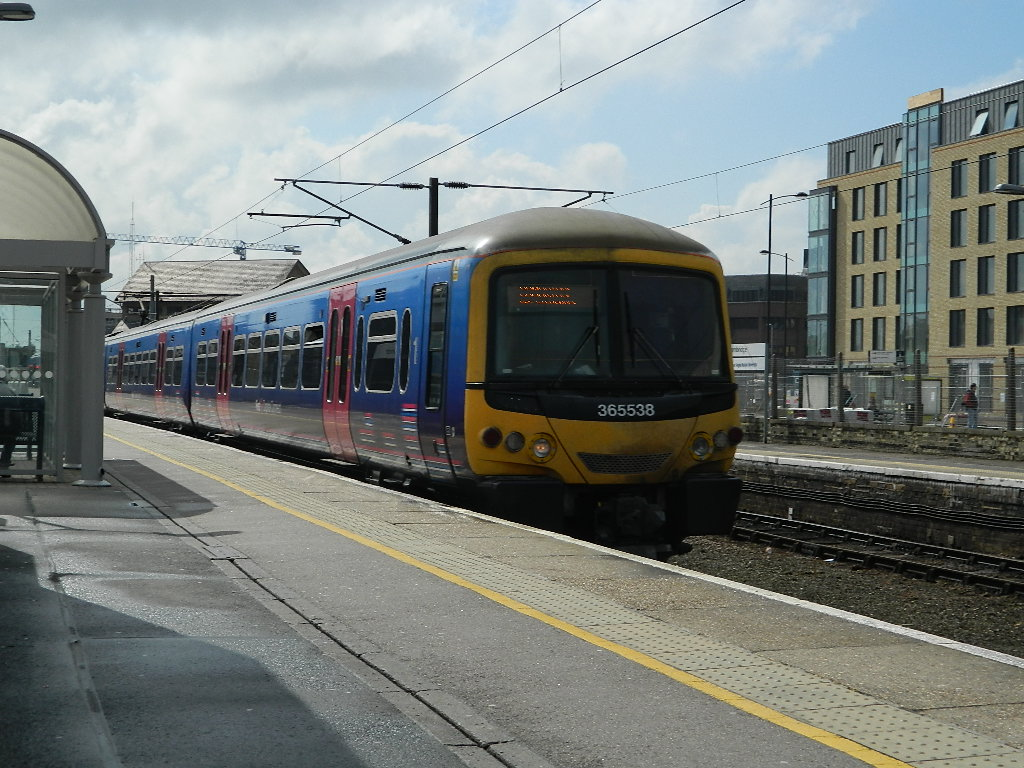
British Rail Class 365 First Capital Connect на станции Кембриджа.

Пассажирские маршруты Великобритании поделены на региональные франшизы, каждая из которых управляется частной операторской компанией. Эти компании подают заявки на семи- или восьмилетние контракты на каждую отдельную франшизу. Большинство контрактов заключается министерством транспорта, кроме Merseyrail, где франшизу даёт местное управление, и ScotRail, где министерство основывается на мнении Шотландского правительства. Первоначально было создано 25 франшиз, однако количество операторских компаний меньше, поскольку некоторые из них, например First Group, National Express Group и Stagecoach Group, работают на нескольких франшизах. Кроме того, кое-какие первоначальные франшизы были объединены. Также существует несколько специализированных маршрутов со «свободным доступом» вне договоров франшиз, среди них Heathrow Express и Hull Trains.
В 2002—2003 операционном году на франшизных маршрутах было совершено 976 млн поездок примерно на 40 млрд пассажиро-километров, что на 32 % больше показателей количества поездок в 1986-1987 и на 29 % — в пассажиро-километрах. С другой стороны, этот показатель был все ещё ниже, чем в 1950—1960-х. В 1998 году был превзойдён показатель 1947 года, а во втором квартале 2011 года было совершено уже 322 млн поездок — на 5,9 % больше показателя предыдущего года.
Главным показателем оценки работы пассажирских поездов является «Общественный индекс эффективности», рассчитываемый на основе пунктуальности и технической надежности. Работа железных дорог по этому показателю была на спаде в середине 2000-х. При базовом значении 90 % поездов, приходящих вовремя, в 1998 году показатель упал до 75 % в середине 2001 года, а к концу 2002-2003 годов вырос лишь до 80 %. Однако к сентябрю 2006 года показатель повысился до 87,5 %.
Реальный рост стоимости билетов за вычетом инфляции за период 1995-2004 составил 4,7 %. В течение нескольких лет в Британии были самые дорогие железнодорожные билеты в мире. Например, скидочный годовой билет из Лондона в Брайтон (стандартный 2-й класс) в июле 2013 года стоил 3 532 фунта стерлингов за расстояние в 87 км, в то время как годовой 100 BahnCard Deutsche Bahn, дающий право в течение года путешествовать по всей железнодорожной сети Германии, стоит практически столько же (4 090 евро). Тем не менее британские операторы отмечают, что рост стоимости билетов был существенно ниже роста стоимости топлива для личных автомобилей.
Средний возраст подвижного состава (условный индикатор комфорта пассажиров) за период с 2001 по 2003 год слегка сократился — с 20,7 до 19,3 года.

### Ежегодный пассажиропоток
Ниже приведены данные о пассажиропотоке на железнодорожном транспорте Великобритании. Данные считаются за период с сентября по август.
Следующая таблица составлена по данным государственного управления по регулированию железных дорог:
1. ↑  Исключая Eurostar, Heathrow Express, Heathrow Connect и другие линии «свободного доступа», такие как Grand Central и Hull Trains
2. ↑  Количество пассажиров плюс пересадки
3. ↑  Включает только франшизы

## Грузовые перевозки

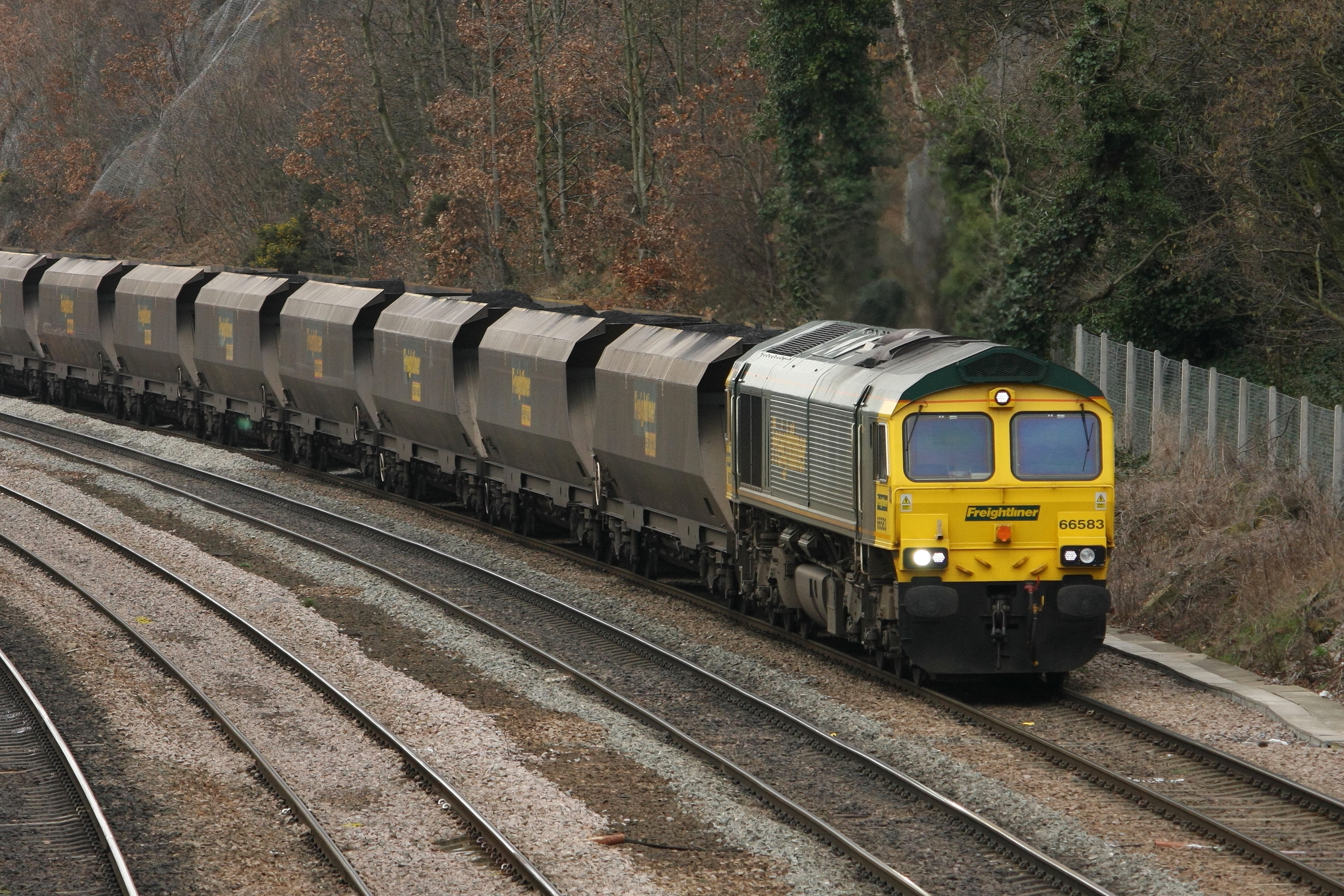
Freightliner British Rail Class 66 перевозит уголь в Честерфилде, Дербишир.

В Великобритании работают четыре основных грузовых оператора, крупнейший из которых — DB Schenker (ранее компания носила название English, Welsh and Scottish Railway). Также существует несколько небольших независимых грузовых операторов. Среди основных перевозимых грузов — контейнерные перевозки, уголь, металлы, нефть и строительные материалы. Грузовые перевозки постоянно падают с 1950-х, хотя «Десятилетний транспортный план» министерства транспорта ставит цель увеличить грузоперевозки по железным дорогам на 80 % относительно 2000—2001 финансового года.
В 2002-2003 финансовом году было перевезено 87 миллионов тонн против 138 млн в 1986-1987, то есть наблюдается падение на 37 %, или 18,7 миллиарда тонн-километров против 16,6 млрд в 1986—1987 — рост на 13 %. По состоянию на 2011 год железнодорожный транспорт составлял 11,5 % наземного грузового транспорта Великобритании.
Символической потерей для железнодорожных перевозок Британии стал отказ Королевской почты (Royal Mail), которая с 2004 года перестала использовать свои 49 поездов для перевозок, и перевод всех доставок на автомобильный транспорт после почти 170 лет использования железнодорожных перевозок. Почтовые поезда долгое время были неотъемлемой частью железных дорог Великобритании; им, а конкретно работе почтового экспресса, курсирующего между Лондоном и Глазго, был посвящён короткометражный (23 мин) документальный фильм «Ночная почта» (Night Mail, 1936), для которого поэт Уистен Хью Оден (автор сценария) написал стихотворение с тем же названием, а музыку к ленте сочинил Бенджамин Бриттен. Однако несмотря на отмену в январе 2004, в декабре того же года было принято решение о возрождении почтовых вагонов, и теперь British Rail Class 325 используется на некоторых маршрутах, в том числе между Лондоном, Уоррингтоном и Шотландией.
С 1995 года объём грузоперевозок стал расти высокими темпами благодаря возросшей надежности и экономичности железных дорог.

## Высокоскоростные поезда

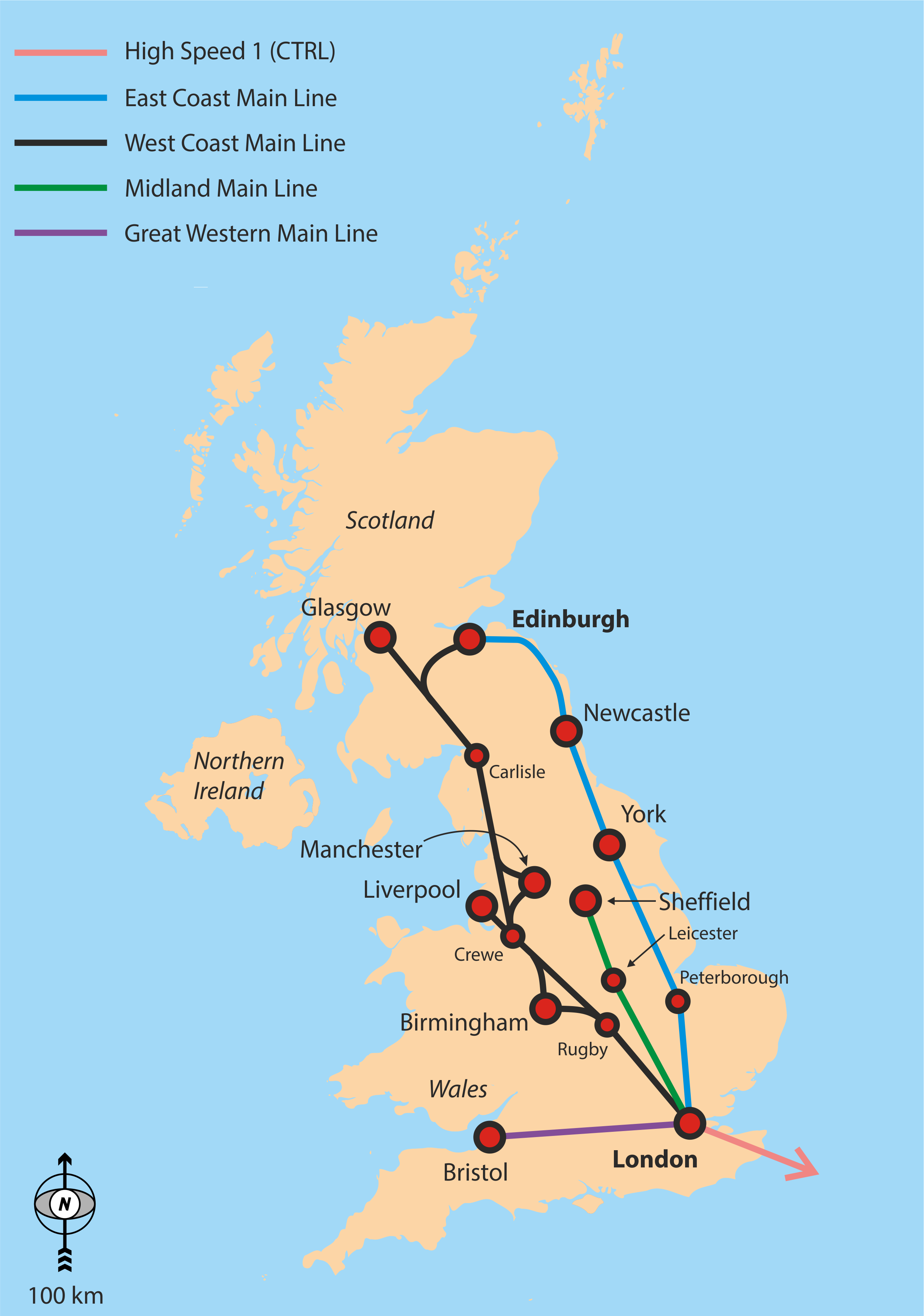
Главные линии Великобритании

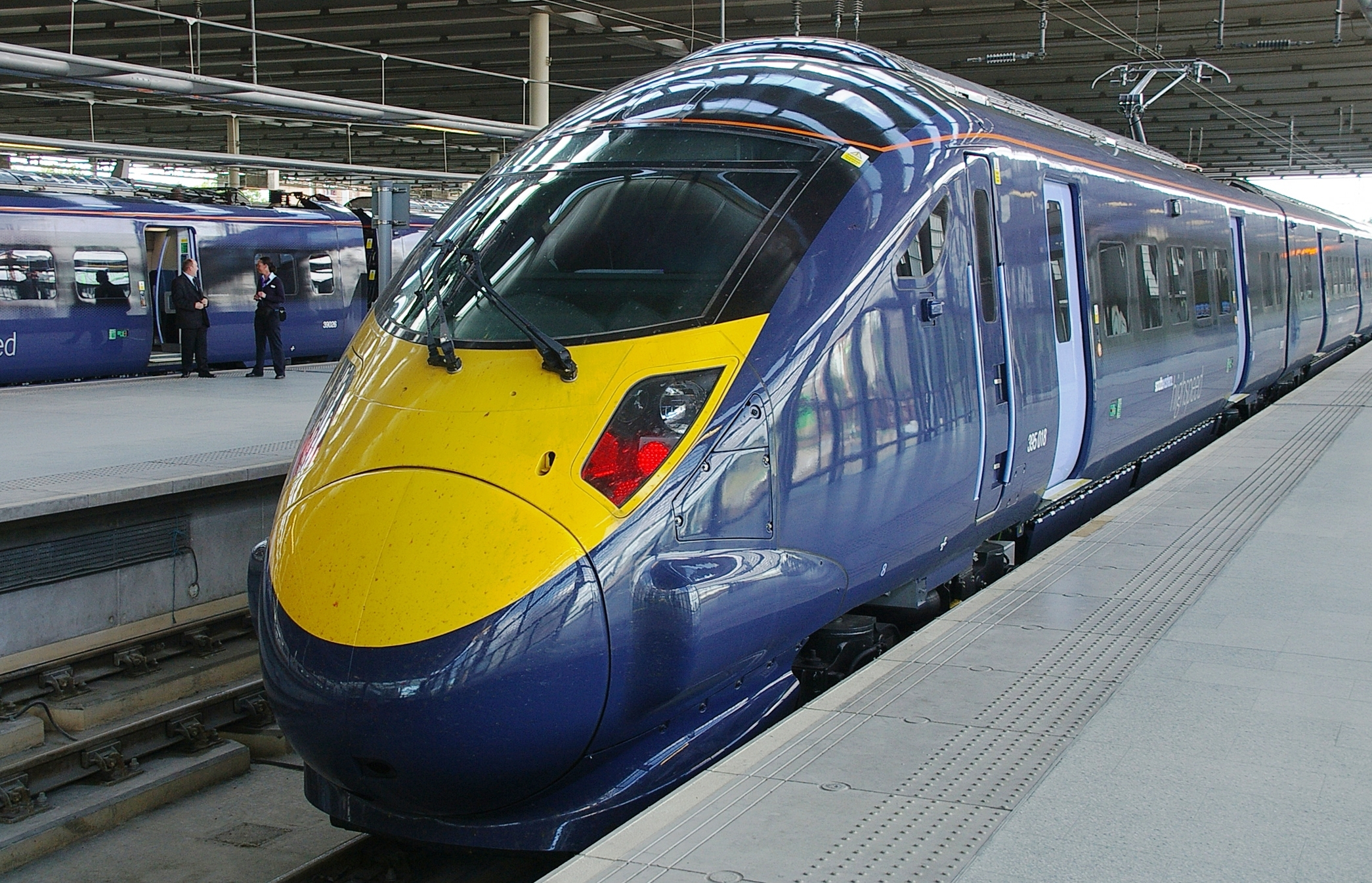
Southeastern British Rail Class 395 на лондонском вокзале Сент-Панкрас

Высокоскоростные железные дороги (со скоростью более 200 км/ч) впервые появились в Великобритании в 1970-х, в эпоху British Rail. Компания вела исследования в двух направлениях: развитие технологии поездов с наклоняемым кузовом (Advanced Passenger Train, APT) и развитие обычных скоростных дизельных поездов (High Speed Train, HST). Проект APT был отменён, а проект HST — введён в эксплуатацию в качестве локомотивов British Rail Class 253, 254 и 255. Сам прототип, British Rail Class 252, установил мировую скорость для тепловозов 230,4 км/ч, однако составы использовались в стандартных перевозках с ограничением скорости до 201 км/ч (125 миль/ч) и появлялись постепенно на основных линиях страны, с последующим ребрендингом в InterCity 125. После электрификации East Coast Main Line высокоскоростные перевозки Британии пополнились British Rail Class 91, предназначенными для перевозки со скоростью до 225 км/ч, поэтому получившими бренд InterCity 225. Однако со временем эти поезда также были ограничены в скорости до 201 км/ч из соображений безопасности. Последней попыткой развития этого направления British Rail был отменённый проект InterCity 250, разрабатывавшийся в 1990-е годы для West Coast Main Line.
Первым применением высокоскоростных поездов со скоростью до 300 км/ч в Британии стала железная дорога Евротоннеля (ныне известная как High Speed 1), когда была завершена первая фаза строительства в 2003 году. На линии используются поезда Eurostar British Rail Class 373.
В период после приватизации планы по повышению скорости на West Coast Main Line до 225 км/ч были отменены, однако поезда с наклоняемым кузовом British Rail Class 390 Pendolino, разработанные для этих скоростей, все же были построены, введены в эксплуатацию в 2002 году и работают с ограничением до 201 км/ч. Также до этой скорости были улучшены и другие маршруты страны с постепенным вводом в эксплуатацию с 2000 по 2005 год — British Rail Class 180 Adelante и семейства Bombardier Voyager (классы 220, 221 и 222).
После постройки первого British Rail Class 395 для использования частично по путям High Speed 1, частично на остальной сети, в декабре 2009 года появился первый внутренний маршрут со скоростью выше 201 км/ч (около 227 км/ч), использовавшийся также для специального олимпийского маршрута Olympic Javelin во время летних Олимпийских игр 2012. Эти маршруты обслуживаются Southeastern.
После проведения нескольких исследований и консультаций правительство Великобритании объявило о проекте High Speed 2, создав компанию для проведения анализа осуществимости проекта, прокладки маршрута и поиска финансирования. Проект основывается на том, что это будут построенные с нуля высокоскоростные пути из Лондона в Западный Мидленд через Хитроу для облегчения нагрузки на West Coast Main Line, использующие обычный высокоскоростной поезд, а не маглев. Подвижной состав также должен иметь возможность использовать и уже существующие пути Network Rail при необходимости.
По состоянию на август 2009 года самыми быстрыми поездами Великобритании, способными развивать скорость выше 201 км/ч, были:
| Название         | Класс Локомотива | Тип                  | Максимальная достигнутая скорость (км/ч) | Максимальная проектная скорость (км/ч) | Максимальная скорость на маршрутах (км/ч) |
| ---------------- | ---------------- | -------------------- | ---------------------------------------- | -------------------------------------- | ----------------------------------------- |
| Eurostar         | Class 373        | Электропоезд         | 334.7                                    | 300                                    | 300                                       |
| Javelin          | Class 395        | Электропоезд         | 225                                      | 225                                    | 225                                       |
| InterCity 225    | Class 91         | Электровоз           | 261                                      | 225                                    | 200                                       |
| Pendolino        | Class 390        | Электропоезд         | 234                                      | 225                                    | 200                                       |
| InterCity 125    | Class 43 (HST)   | Тепловоз             | 238                                      | 200                                    | 200                                       |
| Adelante         | Class 180        | Дизель-поезд         | 200                                      | 200                                    | 200                                       |
| Voyager          | Class 220        | Дизель-электрический | 200                                      | 200                                    | 200                                       |
| Super Voyager    | Class 221        | Дизель-электрический | 200                                      | 200                                    | 200                                       |
| Meridian/Pioneer | Class 222        | Дизель-электрический | 200                                      | 200                                    | 200                                       |
| Class 67         | Class 67         | Тепловоз             | 200                                      | 200                                    | 200                                       |

В 2011 году самым быстрым перегоном по расписанию Британии на домашних маршрутах был маршрут Hull Trains в 7.30 Кингс-Кросс — Халл, который проезжает 125,4 км от Стивениджа до Грантема за 42 минуты со средней скоростью 179,1 км/ч. Состав ведом дизель-поездом Class 180, идущим по электрифицированным путям. Тем не менее этой же скорости достигают несколько поездов Class 91 East Coast маршрута Лидс — Лондон, если не учитывать 2 минут на дозаправку, также включённых в общее расписание.

## Лизинг

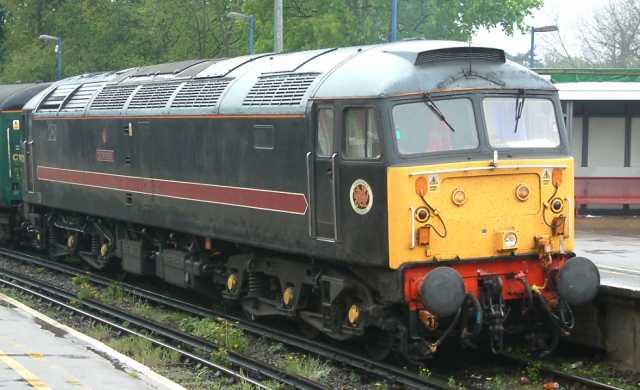
Локомотив British Rail Class 47, Верджиния-Уотер, апрель 2004

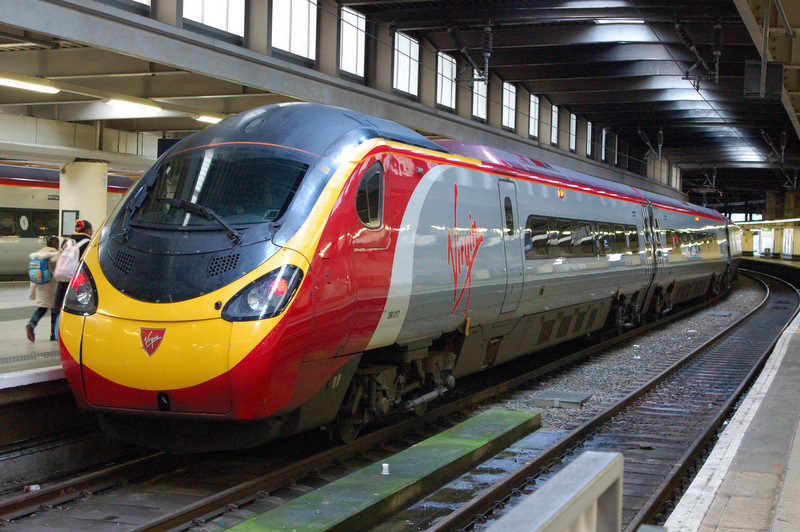
Поезд Virgin Pendolino

Во время приватизации подвижной состав British Rail продавался либо напрямую новым операторам, как в случаях с грузовыми компаниями, или трём компаниям — операторам подвижного состава (rolling stock operating companies, ROSCO), который сдаются в лизинг или аренду пассажирским и грузовым операторам. Лизинг часто встречается во всех транспортных областях, поскольку позволяет операторам избегать сложностей с поиском необходимого капитала единовременно, вместо этого актив оплачивается постепенно с текущих доходов. С 1994 года наблюдался рост небольших арендных компаний, сдающих подвижной состав по краткосрочным контрактам. Многие из них появились благодаря большим распродажам локомотивов крупными грузовыми операторами.
В отличие от остальных крупных игроков приватизированных железных дорог Великобритании, компании ROSCO не подлежат жёсткому контролю со стороны государства. Предполагался самоконтроль за счет конкуренции, которая существует, но не во всех аспектах.

### Разногласия
С момента приватизации ROSCO подвергалась критике с разных сторон, включая пассажирские операторские компании, такие как Great North Eastern Railway, Arriva и First Group, которые обвиняют лизингодателей в олигополии для удержания лизинговых цен на уровне, который выше, чем был бы на более конкурентном рынке. В 1998 году вице-премьер-министр Джон Прескотт попросил железнодорожного регулятора провести расследование деятельности на этом рынке и дать рекомендации по улучшению конкуренции. Многие в то время верили, что Прескотт поддерживал более плотный контроль компаний ROSCO, возможно, переведя их на контроль за контрактами, что означает необходимость согласования каждого лизингового договора до его вступления в силу. Однако рекомендации предполагали более мягкие требования к компаниям с пожеланием придерживаться определённого кодекса взаимоотношений. Тем не менее в течение 5 лет после принятия этих практик не поступило ни одной жалобы на лизинговые компании.

## Местные метрополитены и другие железнодорожные виды транспорта

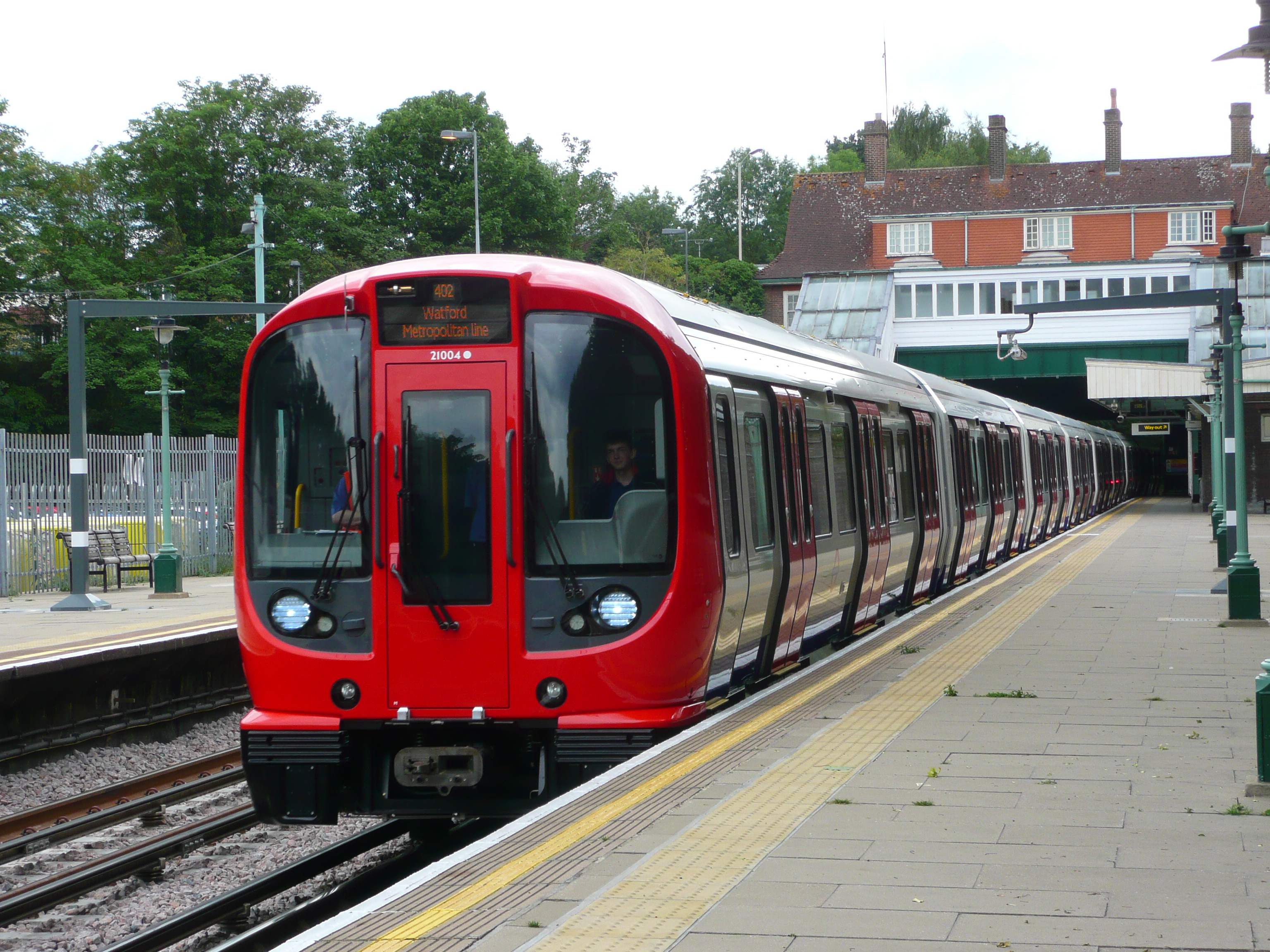
Лондонский метрополитен

Несколько городов Великобритании имеют системы скоростного железнодорожного общественного транспорта. Подземный метрополитен используется с XIX века в Лондоне и Глазго. Легкорельсовые системы с небольшими подземными участками есть в Ньюкасле (метрополитен Тайна и Уира) и на востоке Лондона (Доклендское лёгкое метро). Легкорельсовый транспорт в Ноттингеме, Шеффилде, Манчестере, Кройдоне и округе Бирмингема использует пути, проложенные по улицам в центрах городов, и, где возможно, обычные неиспользуемые железнодорожные пути в пригородах. Единственный традиционный трамвай Великобритании расположен в Блэкпуле. Также существует несколько монорельсов, исторических трамваев, миниатюрных железных дорог и фуникулёров. Кроме того, в Британии довольно распространены исторические железные дороги (в основном паровые) с европейской и узкой колеёй, есть несколько промышленных железных дорог. Некоторые исторические железные дороги считают себя частью системы общественного транспорта, например железная дорога Хус — Дангнесс в Кенте регулярно возит школьников.
Большинство крупных городов страны имеют пригородное железнодорожное сообщение, среди них — Бирмингем, Бристоль, Кардифф, Эдинбург, Глазго, Лидс, Ливерпуль, Лондон, Манчестер и Шеффилд.

## Железнодорожные станции

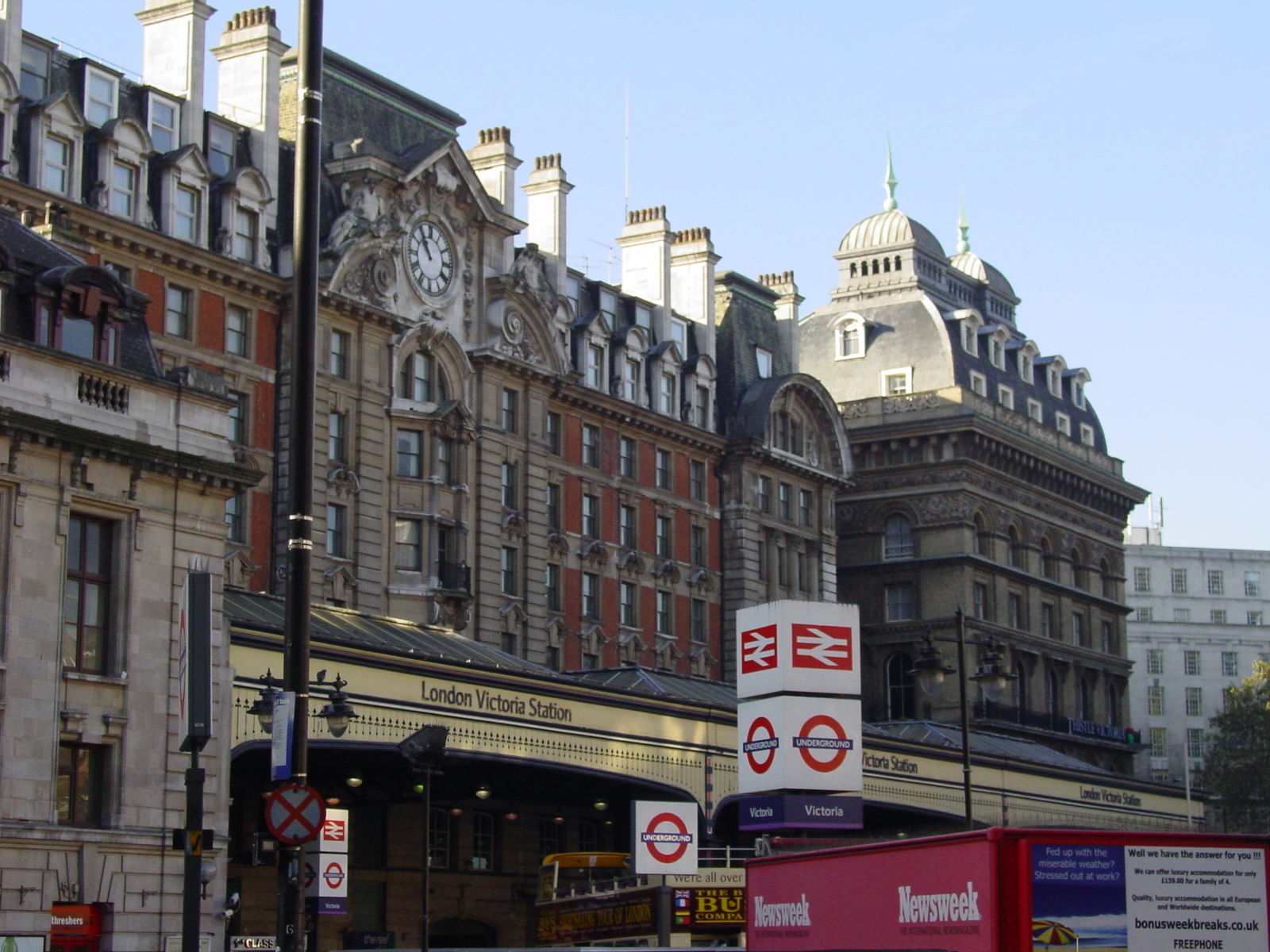
Фасад вокзала Виктория

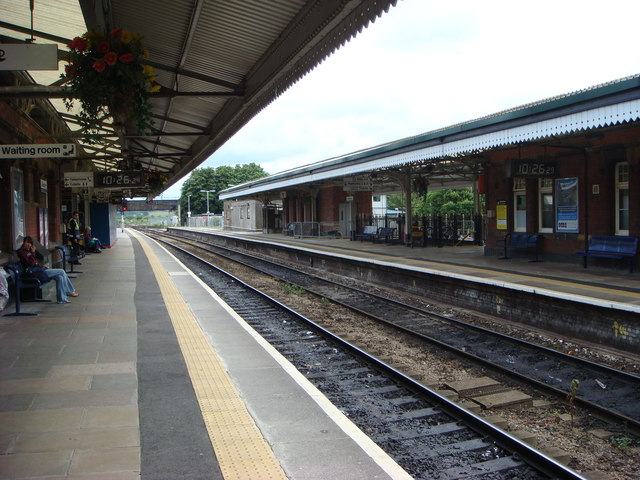
Станция Вестбери оператора First Great Western

На железнодорожной сети Network Rail расположено 2 516 пассажирских станций. В это число не входят станции метрополитенов и других линий, отделённых от основной сети. Большинство станций появилось ещё в Викторианскую эпоху в центральных районах городов. Основные станции и вокзалы расположены в крупных городах, в центрах крупных агломераций (например, Ливерпуль, Бирмингем, Бристоль, Кардифф, Эдинбург, Глазго, Манчестер) часто имеется несколько вокзалов. Сердцем всей железнодорожной сети является Лондон, где 12 вокзалов формируют кольцо вокруг центра города. Бирмингем, Лидс, Манчестер, Глазго, Бристоль и Рединг являются крупными пересадочными пунктами для маршрутов страны без посещения Лондона. Однако некоторые важные железнодорожные узлы расположены и в небольших городах, например в Йорке, Кру и Или. Железные дороги стали причиной появления некоторых городов. Суиндон был лишь маленькой деревушкой до того, как Большая западная железная дорога (Great Western Railway) построила здесь свой локомотивный цех. Во многих случаях географические, политические или военные причины заставляли строить станции на удалении от города, который они обслуживали (например, станция Портсмута первоначально располагалась в Госпорте).

## Железнодорожные связи со смежными странами
- Франция (Eurostar) через Евротоннель, ранее на железнодорожных паромах.
- Бельгия (Eurostar) через Францию и Евротоннель.
- Появится в 2013/2014 Германия (Deutsche Bahn[14]) через Францию и Евротоннель.

### Маршруты с железнодорожным паромом
- Нидерланды — Dutchflyer
- Ирландия — Sail Rail[15]